# Musicien de l'année (Estonie)
Musicien de l'année (estonien : Aasta muusik) est un prix décerné par la société de radio-télévision nationale estonienne.

## Lauréats
| Année | Lauréat           |
| ----- | ----------------- |
| 1982  | Kalle Randalu     |
| 1988  | Alo Mattiisen     |
| 1993  | Valter Ojakäär    |
| 1996  | Erkki-Sven Tüür   |
| 1997  | Tõnis Mägi        |
| 1998  | Tõnu Kaljuste     |
| 2001  | Silvi Vrait       |
| 2002  | Rein Rannap       |
| 2003  | Hedvig Hanson     |
| 2004  | Helena Tulve      |
| 2005  | Olav Ehala        |
| 2006  | Anu Tali          |
| 2007  | Aarne Saluveer    |
| 2008  | Tiia-Ester Loitme |
| 2009  | Ivo Linna         |
| 2010  | Urmas Sisask      |
| 2011  | Siim Aimla        |
| 2012  | Paavo Järvi       |
| 2013  | Oleg Pissarenko   |
| 2014  | Hirvo Surva       |
| 2015  | Tõnu Kõrvits      |
| 2016  | Robert Jürjendal  |
| 2017  | Jaan-Eik Tulve    |
| 2018  | Risto Joost       |
| 2019  | Kadri Voorand     |